# 北海道道1160号旭川旭岳温泉線
北海道道1160号旭川旭岳温泉線（ほっかいどうどう1160ごう あさひかわあさひだけおんせんせん）は、北海道旭川市と上川郡東川町旭岳温泉を結ぶ一般道道（北海道道）である。

## 路線データ
- 起点：北海道旭川市4条通9丁目（国道39号交点）
- 終点：北海道上川郡東川町勇駒別（旭岳温泉）
- 総延長：46.467 km
- 実延長：32.989 km
- 重用延長：13.478 km

### 道路管理者
- 上川総合振興局 旭川建設管理部 事業課

## 歴史
- 2000年（平成12年）12月12日 - 路線認定[1]。

当路線の前身は北海道道212号旭川大雪山層雲峡線で、未開通区間の建設中止に伴い廃止となり、北海道道1162号銀泉台線とともに分割された。

## 路線状況

### 重複区間
- 北海道道20号旭川停車場線（旭川市4条通9丁目〔起点〕 - 旭川市1条通9丁目）
- 北海道道294号東川東神楽旭川線（旭川市1条通9丁目 - 旭川市豊岡1条2丁目）
- 北海道道37号鷹栖東神楽線（旭川市東旭川町旭正）
- 北海道道1116号富良野上川線（東川町ノカナン - 美瑛町字忠別）
- 北海道道213号天人峡美瑛線（美瑛町字忠別 - 東神楽町字志比内）

### 道路施設

#### 主な橋梁
- 志比内橋（239 m、忠別川、東神楽町字志比内）

#### 道の駅
- 道の駅ひがしかわ「道草館」

## 地理

### 通過する自治体
- 上川総合振興局
  - 旭川市
  - 上川郡東川町
  - 上川郡東神楽町
  - 上川郡美瑛町

- 旭川市 - 東川町 - 東神楽町（志比内） - 美瑛町（忠別） - 東川町（旭岳温泉）の順に通過する。

### 交差する道路
旭川市
- 国道39号 - 4条通9丁目（起点）
- 北海道道20号旭川停車場線 - 4条通9丁目（起点）、1条通9丁目（重複）
- 北海道道98号旭川多度志線 - 1条通9丁目
- 北海道道219号新開旭川線 - 1条通9丁目、1条通19丁目（重複）
- 北海道道294号東川東神楽旭川線 - 1条通9丁目、豊岡1条2丁目（重複）
- 北海道道90号旭川環状線 - 東光4条6丁目
- 北海道道37号鷹栖東神楽線 - 東旭川町旭正（重複）

東川町
- 北海道道294号東川東神楽旭川線 - 南町1丁目
- 北海道道611号瑞穂東川線 - 北町1丁目

東神楽町
- 北海道道213号天人峡美瑛線 - 字志比内（重複）

美瑛町
- 北海道道213号天人峡美瑛線 - 字忠別（重複）
- 北海道道1116号富良野上川線 - 字忠別

### 沿線にある施設など
旭川市
- 旭川信用金庫本店
- 稚内信用金庫旭川支店
- 旭川信用金庫本店一条出張所
- 旭川厚生病院
- 旭川東警察署
- 旭川市立東栄小学校
- 旭川信用金庫東光東支店
- 旭川千代田郵便局
- 旭川市立旭川第三小学校
- 北海道旭川東栄高校
- 旭川東郵便局
- 旭川市立旭川第二中学校
- 旭川市立旭川第二小学校
- 旭正郵便局

東川町
- 北海道東川高等学校
- 東川町立東川中学校
- 東川町役場
- 大雪遊水公園パークゴルフ場
- 東川町立東川第三小学校

東神楽町
- 東川町立志比内小学校
- 忠別ダム
  - 忠別湖
- 旭岳青少年野営場
- 旭岳ビジターセンター
- 大雪山旭岳ロープウェイ

## その他

### 大雨による陥没
2010年8月23日夜から24日朝にかけての大雨により、上忠別橋付近の道路が陥没し車三台が川に流された。この事故により、旭岳ロープウェイの駐車場管理会社の社員が死亡し、2人が軽傷を負った。
この陥没により、一時旭岳温泉への車の出入りが困難になったが、迂回路が確保され翌日には復旧した。